# Achtheres percarum
Achtheres percarum är en kräftdjursart som beskrevs av von Nordmann 1832. Achtheres percarum ingår i släktet Achtheres och familjen Lernaeopodidae. Arten är reproducerande i Sverige. Inga underarter finns listade i Catalogue of Life.